# ハリー・プリアム
ハリー・プリアム（Harry Clay Pulliam、1869年2月9日 – 1909年7月29日）は、メジャーリーグ野球のナショナルリーグ第6代目会長を務めた米国人野球執行役員。1903年に会長に就任し、1909年に現職のまま死亡した。在任中、自らが指揮するナショナルリーグと、当時メジャーリーグに昇格したばかりのアメリカンリーグとの確執を収め、ワールドシリーズの開催にこぎつけた。

## 人物
ケンタッキー州スコッツビル生まれで、幼少のころタバコ農家を営んでいた父親が一家でルイビルに引っ越し、そこでパブリックスクールに通った。最終的にはバージニア大学で法学博士の学位を取得した。
学位取得後、カリフォルニアで何社かのジャーナリズム関係の仕事に就いたが、1880年代後半にはこれを辞めてルイビル・コマーシャル誌のレポーターになった。ここで早い出世を遂げ、野球のゲームや歴史に関する第一人者とみなされるようになった。同誌のローカル記事編集長の地位を得た直後にルイビル・カーネルズのオーナーであるバーニー・ドレイファスに出会った。ドレイファスはプリアムを好み、1890年には報道の仕事を辞めさせて自分の球団の役員に抜擢した。1897年にはカーネルズの球団会長に昇格した。この時期、のちに野球殿堂入りするホーナス・ワグナーを交渉の末に入団させている。
ナショナルリーグがチーム数を12から8に減らした1899年、カーネルズは削減される4球団の一つとなった。ドレイファスはピッツバーグ・パイレーツを買収し、ワグナーのほかコロネルズの主要選手とプリアムを連れてピッツバーグに移った。ワグナーはその著書の中で、ピッツバーグに馴染み、そこを離れることの無いようにプリアムが手配してくれたことで信頼感が増したと語っている。実際、ワグナーは引退までピッツバーグを離れなかった。
プリアムは1902年12月、満場一致でナショナルリーグ会長に選出された。
1908年シーズンの後半に、プリアムが下した決定の中で最も物議をかもした出来事があった。ニューヨークジャイアンツとシカゴカブスの試合で、ジャイアンツの一塁手フレッド・マークル（当時19歳でメジャーリーグ最年少だった）は最終回裏二死一三塁の攻撃で一塁走者だったが、次打者が安打を打ち三塁走者がホームインしたのを見てサヨナラ勝ちと考え、二塁を踏まずベンチに引き揚げた。これに対してカブスの二塁手がアピールを行い、球審のハンク・オーデイはマークルにアウトを宣告した。この時点でジャイアンツが勝ったと思った観客がフィールドになだれ込んでしまっており、また日没時刻が近かったので引き分けで試合終了となった。この処置について、リーグ会長のプリアムは審判員の判定を支持する決定を下した。マスコミはこのマークルのプレーを「バカな、無謀な、不注意な、許しがたい」と形容した。しかもこのシーズン、ジャイアンツとカブスは最終的に同率首位（勝敗数も同じ）となったため、リーグチャンピオンを決定する必要があり件の引き分け試合の再試合が行われることになった。この1試合だけの実質的プレーオフにカブスが勝ち、続くワールドシリーズにも勝利したため、マークルは一層非難された。プリアムはこの1908年の決定に関するプレッシャーにより数ヵ月にわたり会長職の休養を取ることになり、引退に関する話し合いまで持たれた。

## 死
1909年7月29日の午後9時30分、ニューヨークアスレチッククラブの自室でプリアムはピストルで自らの頭を撃った。即死せずに数時間は生きていた。自身の健康について悩んでいたという。
ケンタッキー州ルイビルのケーブヒル墓地に埋葬された。当日はメジャーリーグ史上初めてアメリカンリーグ、ナショナルリーグ両方の試合が中止された。プリアムを偲んで特別なベースボールカードが作成され、ワールドシリーズの際に配布された。また、メジャーリーグ全選手が30日間にわたり腕に喪章をつけてプレーした初めての人物となった。

## レガシー
プリアムがどれほど称賛され、また野球にとって重要であったかは葬儀の出席者から類推できる。棺桶を担いだのはバン・ジョンソン（アメリカンリーグ会長）、ジョン・ヘイドラー（ナショナルリーグ財務担当重役兼野球コミッション (National Baseball Commission) 副会長、プリアムの死後会長職を引き継いだ）とパイレーツ、セントルイス・カージナルス、ブルックリン・ドジャーズ、フィラデルフィア・フィリーズの各会長であった。「野球に当たり前のことがあると思うな (Take Nothing For Granted In Baseball)」 がプリアムの残した金言であり、現在でも引用される。実際、死後13年経った1922年のニューヨークタイムズにもこのプリアムの言葉が掲載された。
プリアムの死を受けて野球協約が改正され、毎年ワールドシリーズの初日には栄誉を称える特別のベースボールカードが発行されて関係者に配布され、また、同日には墓所に献花が行われることとなり1920年後半まで継続された。野球コミッションは、この改正文の中に、「野球に関して彼ほど熱心で献身的な指導者はいなかった」の文言を書き記した。

## 政治家として
プリアムがまだルイビルカーネルズの会長だった1897年、居住するルイビルの選挙区からケンタッキー州議会議員候補に指名された。カーネルズの遠征同行中に指名され、選挙運動は行わなかった。ルイビルの6及び7区の州議会議員となった。後年、種の保護に関する憲章作成に尽力したとして “Red Bird Statesman” の称号を与えられた。